# Walding
Walding ist eine Marktgemeinde im Mühlviertel im Bezirk Urfahr-Umgebung in Oberösterreich mit 4327 Einwohnern (Stand 1. Jänner 2024). Die Gemeinde liegt im Gerichtsbezirk Urfahr.

## Geographie
Walding liegt auf einer Höhe von 303 m ü. A. im Mühlviertel. Die Ausdehnung beträgt von Nord nach Süd 5,5 Kilometer und von West nach Ost 5,4 Kilometer. Die Gesamtfläche des im Wesentlichen nordöstlich der Rohrbacher Straße (B 127) liegenden Kernortes beträgt 15,3 Quadratkilometer.

### Gemeindegliederung
- Bach
- Haid
- Jörgensbühl
- Lindham
- Mursberg
- Pösting
- Purwörth
- Rodl
- Rottenegg
- Schwarzgrub
- Walding

### Nachbargemeinden
| Sankt Gotthard           | Gramastetten                                |            |
| Feldkirchen an der Donau | Kompassrose, die auf Nachbargemeinden zeigt |            |
| Goldwörth                |                                             | Ottensheim |

## Geschichte
Vorgeschichtliche Siedlungsspuren finden sich am Burgstall Schwarzgrub.
Im Mittelalter lag Walding im Ostteil des Herzogtums Bayern. Im heutigen Gemeindegebiet von Walding befand sich ab dem späten 8. Jahrhundert ein inzwischen abgekommener Ort Raotula (Rotala), wie Urkunden aus dem 10. Jahrhundert zeigen, die in die Jahre 777, 789 oder 791 datiert sind. Um 906 werden die Bewohner des Rodltals in der Raffelstettener Zollordnung erwähnt. Auf etwa diese Zeit geht auch der Burgstall Waltenstein zurück. Seit dem 12. Jahrhundert gehörte das Gemeindegebiet von Walding zum Herzogtum Österreich. Die Ortschaft Lindham wurde um 1150 und Purwörth im Jahr 1273 genannt. Der Ort Walding selbst wird erst 1317 erstmals urkundlich erwähnt, wobei der Ortsname auf den althochdeutschen Personennamen Walto zurückgehen dürfte. Seit 1490 wird Walding dem Fürstentum Österreich ob der Enns zugerechnet.
Im 18. Jahrhundert hatte Walding als Wallfahrtsort („Maria Walding“) überregionale Bedeutung, verlor diesen Status jedoch auf Intervention der Herren vom Pöstlingberg, die die Konkurrenz scheuten. Während der Napoleonischen Kriege war der Ort mehrfach besetzt, ist seither wieder bei Oberösterreich.
Ab 1766 ist der Abbau von Alaun und Braunkohle am Mursberg bezeugt. Die Kohleförderung bei den Ortschaften Schwarzgrub und Mursberg wurde immer wieder unterbrochen und zuletzt 1946 kurzfristig aufgenommen.
Nach dem Anschluss Österreichs an das Deutsche Reich am 13. März 1938 wurde Oberösterreich zum Gau Oberdonau. Nach 1945 erfolgte die Wiederherstellung Oberösterreichs.

### Einwohnerentwicklung
Der starke Anstieg der Bevölkerungszahl von 1981 bis 2001 erfolgte, da sowohl die Geburtenbilanz als auch die Wanderungsbilanz positiv waren. Seit 2001 ist die Geburtenbilanz negativ, das Wachstum erfolgt durch Zuwanderung.

## Kultur und Sehenswürdigkeiten
- Burgstall Schwarzgrub
- Burgstall Waltenstein
- Edelsitz Walding

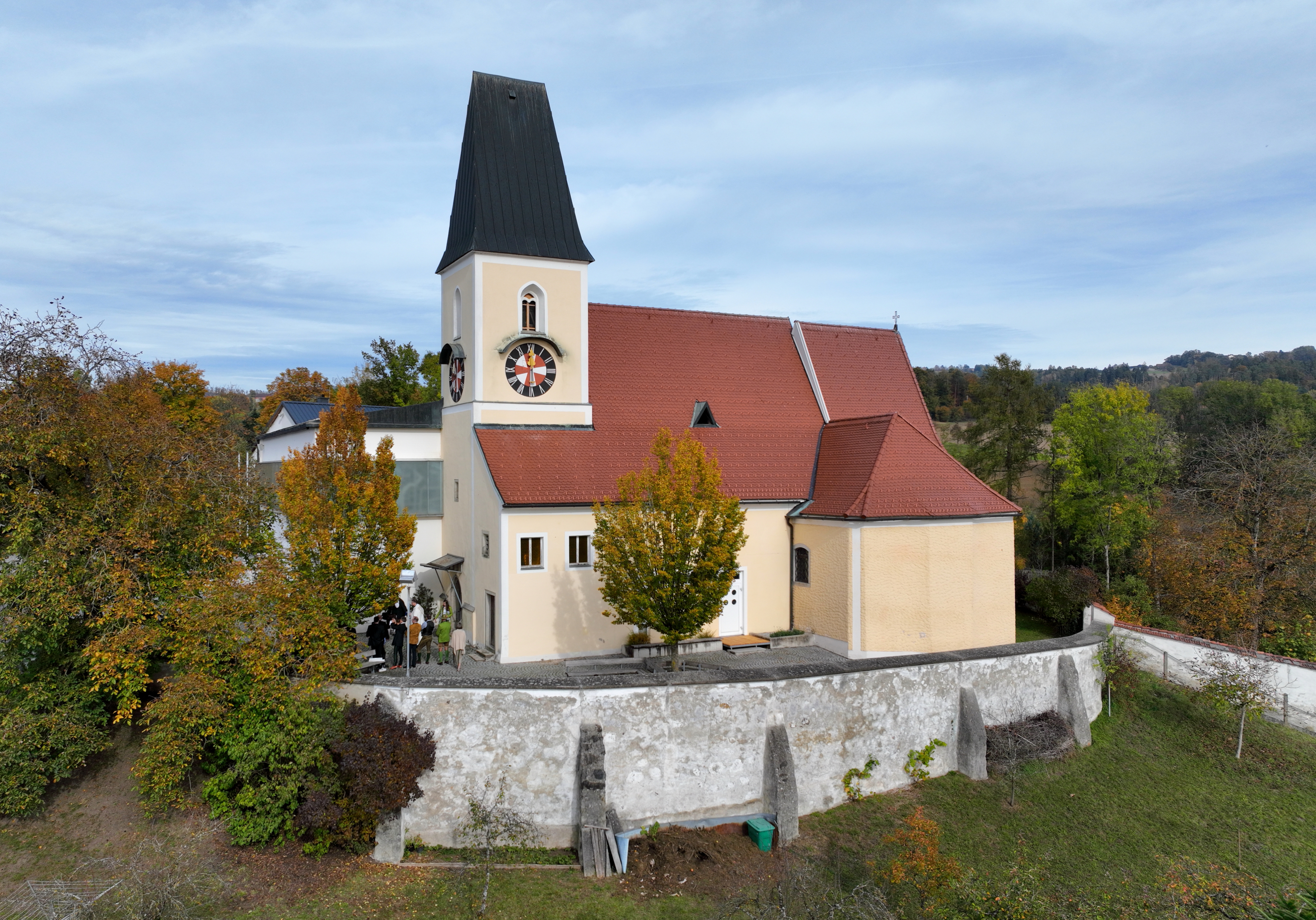
Pfarrkirche Walding

- Katholische Pfarrkirche Walding hl. Martin: mit neuen Glasfenstern Alfred Stifters
- Tiergarten und Reiterhof Walding

## Wirtschaft und Infrastruktur

Panorama Walding

In Walding gibt es 76 land- und forstwirtschaftliche Betriebe, davon 29 Haupterwerbsbetriebe (Stand 2010). Im sekundären Wirtschaftssektor beschäftigen 29 Betriebe 175 Personen, hauptsächlich mit der Herstellung von Waren und im Bau. Der tertiäre Wirtschaftssektor gibt in 210 Betrieben 864 Menschen Arbeit. Die Schwerpunkte dabei sind der Handel und soziale und öffentliche Dienste (Stand 2011).

### Verkehr

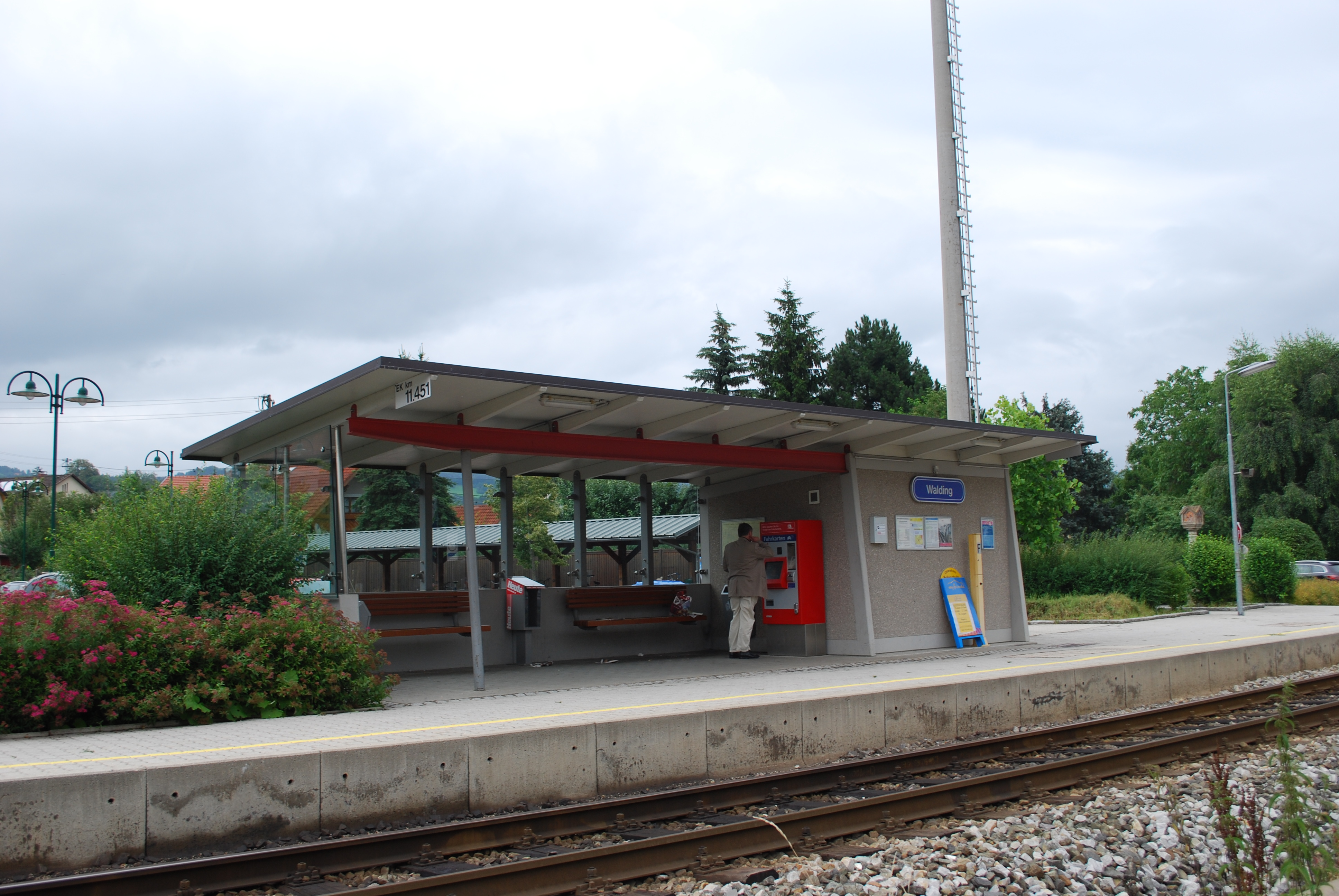
ÖBB-Haltestelle Walding

- Bahn: Durch Walding und Rottenegg verläuft die Mühlkreisbahn. Südlich von Walding gibt es eine Bahnhaltestelle. In Rottenegg gibt es einen Bahnhof, wo die Hälfte der Züge der Mühlkreisbahn enden.
- Bus: Zusätzlich zur Mühlkreisbahn gibt es Postbus-Haltestellen an der B127 in den Ortsteilen Walding und Rotteneg und an der B131 im Ortsteil Lindham.[8]

## Politik

### Gemeinderat
Der Gemeinderat hat 25 Mitglieder.
- Mit den Gemeinderats- und Bürgermeisterwahlen in Oberösterreich 2003 hatte der Gemeinderat folgende Verteilung: 16 SPÖ und 9 ÖVP.
- Mit den Gemeinderats- und Bürgermeisterwahlen in Oberösterreich 2009 hatte der Gemeinderat folgende Verteilung: 16 SPÖ und 9 ÖVP.
- Mit den Gemeinderats- und Bürgermeisterwahlen in Oberösterreich 2015 hatte der Gemeinderat folgende Verteilung: 11 SPÖ, 10 ÖVP und 4 GRÜNE.
- Mit den Gemeinderats- und Bürgermeisterwahlen in Oberösterreich 2021 hat der Gemeinderat folgende Verteilung: 13 ÖVP, 7 SPÖ, 4 GRÜNE und 1 FPÖ.[9]

### Bürgermeister
- 1991–2014 Josef Eidenberger (SPÖ)
- 2014–2015 Erich Haas (SPÖ)
- seit 2015 Johann Plakolm (ÖVP)

### Wappen
Blasonierung: Durch eine goldene Wellenleiste erniedrigt geteilt; oben gespalten von Silber und Rot mit einem Tatzenkreuz in gewechselten Farben, unten Grün. Die Gemeindefarben sind Rot-Gelb.

## Persönlichkeiten

### Söhne und Töchter der Gemeinde
- Johannes Zauner (1913–1977), Abt des Stiftes Sankt Florian 1968–1977

### Personen mit Bezug zur Gemeinde
- Ferdinand Weeser-Krell (1883–1957), Industriemaler und Sohn Jakob Weeser-Krells, in den 1930er-Jahren wohnhaft in Schwarzgrub 28
- Josef Eidenberger (* 1951), Pädagoge, Altbürgermeister und Landtagsabgeordneter
- Eva Maria Gattringer (* 1959), Politikerin (ÖVP)
- Rudolf Habringer (* 1960), Schriftsteller
- Claudia Plakolm (* 1994), Politikerin (ÖVP)